# Nabil Haryouli
Nabil Haryouli (en Rif :  Nⴰⴱⵉⵍ ⵃⴰⵔⵢoⵓⵍⵉ ), né le 24 mars 1999 à Voorburg aux Pays-Bas est un kick-boxeur et entrepreneur néerlando-marocain reconverti en pratiquant d'arts martiaux mixtes (MMA).

## Biographie

### Naissance et débuts dans le sport (1999-2014)
Nabil Haryouli voit le jour à Voorburg aux Pays-Bas, issu de parents marocains berbérophones originaires de Aïn Hamra dans la province de Taza. Il grandit au sein d'une fratrie composée d'une petite sœur et de trois grands frères, dont deux, Halim et Hicham, exercent également le rôle d'entraîneurs. Sa famille a une tradition dans le kickboxing, son père ayant été boxeur amateur au Maroc, tandis que son frère Hicham est un kickboxeur professionnel.  
Dès l'âge de cinq ans, Nabil s'inspire de la gymnastique, une passion qu'il pratique jusqu'à neuf ans, avant de se tourner vers le tennis. Plus tard, à l'âge de neuf ans, il fait ses premiers pas dans la boxe anglaise en rejoignant l'équipe nationale des Pays-Bas. Il participe à des tournées européennes, notamment en Tchéquie, en Allemagne, en Pologne, en Écosse, en Irlande et au Pays de Galles.
À treize ans, il se tourne vers la boxe anglaise, inspiré par des figures emblématiques telles que Mike Tyson et Mohamed Ali. À quatorze ans, il assiste au combat de son frère aîné, pratiquant le kickboxing professionnel, lors d'un gala. Cet événement décisif pousse Nabil à se lancer pleinement dans le kickboxing.
À l'âge de quinze ans, son frère aîné ouvre une école de kickboxing dans la ville, intégrant Nabil parmi les pratiquants. Après avoir débuté ses premiers combats en junior, il progresse rapidement à travers les divisions C, B et jusqu'aux A.
Conciliant sport et études, Nabil Haryouli obtient en 2019 un diplôme de sciences humaines de l'Université des sciences appliquées de Rotterdam.

### Enfusion (2017-2022)
Il signe son premier contrat professionnel chez Enfusion à l'âge de 17 ans. Lors de son premier combat professionnel, il bat Joey van Houten au premier round à Eindhoven. Un mois plus tard, il s'envole vers la Thaïlande pour s'essayer au muay-thai au sein de l'organisation Thailand Fight. Vainqueur au premier round sur un KO face à un combattant local, il finit par retourner aux Pays-Bas, un mois plus tard et perd son premier combat contre Ilias Zouggary sur décision, après 3 rounds à Eindhoven.
Un mois plus tard, en mars 2017, il est sélectionné parmi les Enfusion Talents et prend part à un tournoi à Abou Dabi pour un combat face au Marocain Abdelilah Bouzakri. Le combat s'achève ainsi sur un KO au troisième round. De retour à Eindhoven, il bat le Marocain Mohammed Mouhadad un mois plus tard sur décision.  En fin d'année 2017, il enchaîne les victoires lors des événements Enfusion, dont une victoire sur décision face au Turc Kerem Lort, un KO au premier round face au Russe Arthur Neyezkho, un autre KO au premier round face au Lituanien Vytautas Wheetaz et un dernier KO au premier round face au Portugais Igor Fernandes à Abou Dabi. 
Le 13 avril 2019, il remporte son combat après trois round contre le Français Youssef Akdader à Orchies en France. Enchaînant les victoires à répétition, le surnom “Tyson”, en référence au boxeur Mike Tyson, est adopté à Nabil Haryouli en raison de son punch explosif et qui a causé de nombreux K.O au sein de l'organisation Enfusion.

### Reconversion en MMA (depuis 2022)
Lors de la pandémie de Covid-19, Nabil Haryouli se remet en question et évoque au début de 2021 ses envies et ambitions de pratiquer le MMA à l'avenir. Le 16 juillet 2021, un premier combat est planifié contre l'Espagnol Juan Barragan à l'occasion du Enfusion Cage Events 5 (MMA). Un jour avant la date du combat, son adversaire déclare forfait sans avancer de raisons exactes. 
Le 3 septembre 2021, il fait ses débuts en MMA à l'Enfusion lors d'un combat face à l'Anglais Kyle Todd. Il remporte ce combat au premier round, à la 45ème seconde. Le 12 novembre 2021, il remporte son combat de kickboxing en 30 secondes au premier round face au Turc Izzettin Altunsoz.
Le 11 juin 2023, il bat Igor Felipe par TKO au premier round lors de l'événement 8TKO Cage à Alkmaar.

## Palmarès
- x2 Champion du monde muay thaï WMTA 66,80 kg
- Champion du World Grand Prix Mohamed 6 -67 kg
- FS Champion européen -67 kg
- MON Champion néerlandais 66 kg[7]

## Statistiques

### En kickboxing
| Date       | Résultat | Adversaire         | Événement         | Lieu                           | Méthode          | Round | Temps |
| 16-12-2022 | Victoire | Mario Gkouso       | Enfusion #117     | Dubai, EAU                     | Décision unanime | 3     | 3:00  |
| 12-11-2021 | Victoire | Izzetin Altinsoz   | Enfusion Live 104 | Abou Dabi, EAU                 | TKO              | 1     |       |
| 05-10-2019 | Victoire | Lorenzo Geurink    | Enfusion Live 88  | Dordrecht, Pays-Bas            | Décision unanime | 3     |       |
| 13-04-2019 | Victoire | Youssef Akdader    | Enfusion Live 82  | Orchies, France                | Décision unanime | 3     |       |
| 23-02-2019 | Victoire | Kyle Todd          | Enfusion Live 78  | Groningue, Pays-Bas            | Décision unanime | 3     |       |
| 27-10-2018 | Victoire | Ahmad Chikhmousa   | Enfusion Live 73  | Oberhausen, Allemagne          | Décision unanime | 3     |       |
| 15-09-2018 | Victoire | Jordy Beekwilder   | Enfusion Live 70  | Anvers, Belgique               | Décision unanime | 3     |       |
| 09-03-2018 | Victoire | Fabio Reis         | Enfusion Live 63  | Abou Dabi, EAU                 | KO               | 1     |       |
| 17-02-2018 | Victoire | Bilal Zeroual      | Enfusion Live 61  | Eindhoven, Pays-Bas            | KO               | 2     |       |
| 08-12-2017 | Victoire | Igor Fernandes     | Enfusion Live 58  | Abou Dabi, EAU                 | KO               | 1     |       |
| 02-12-2017 | Victoire | Vytautas Wheetaz   | Enfusion Live 57  | Dordrecht, Pays-Bas            | KO               | 1     |       |
| 11-11-2017 | Victoire | Arthur Neyezkho    | Enfusion Live 55  | Dordrecht, Pays-Bas            | KO               | 1     |       |
| 30-09-2017 | Victoire | Kerem Lort         | Enfusion Live 53  | Anvers, Belgique               | Décision unanime | 3     |       |
| 29-04-2017 | Victoire | Mohammed Mouhadad  | Enfusion Live 49  | Eindhoven, Pays-Bas            | Décision unanime | 3     |       |
| 24-03-2017 | Victoire | Abdelilah Bouzakri | Enfusion Talents  | Abou Dabi, Émirats arabes unis | KO               | 3     |       |
| 18-02-2017 | Défaite  | Ilias Zouggary     | Enfusion Live 46  | Eindhoven, Pays-Bas            | Décision unanime | 3     |       |
| 04-01-2017 | Victoire |                    | Thailand Fights   | Thaïlande                      | KO               | 1     |       |
| 03-12-2016 | Victoire | Joey van Houten    | Enfusion Talents  | Eindhoven, Pays-Bas            | KO               | 1     | 01:30 |

### En MMA
| Date       | Résultat | Adversaire     | Événement                | Lieu                 | Méthode        | Round | Temps |
| 28-10-2023 | Victoire | Shamil Uvaysov | Hexagone MMA 12          | Alkmaar, Pays-Bas    | Par soumission | 1     | 2:50  |
| 11-06-2023 | Victoire | Igor Filipe    | 8TKO #4 Cage             | Alkmaar, Pays-Bas    | TKO            | 1     |       |
| 05-03-2023 | Victoire | Nino Raia      | Enfusion ECE 9           | Alkmaar, Pays-Bas    | Par soumission | 1     | 1:57  |
| 28-06-2022 | Victoire | Liam Hill      | Enfusion MMA Fight Night | Koh Samui, Thaïlande | Par soumission | 1     |       |
| 03-09-2021 | Victoire | Kyle Todd      | Enfusion ECE 6           | Alkmaar, Pays-Bas    | TKO            | 1     |       |

## Entrepreneuriat
En mars 2023, Haryouli, à l'âge de 23 ans, ouvre en collaboration avec son ami Yousif Azzawi, son propre cabinet dentaire à Voorburg au nom de Make Me Smile.
Nabil a étudié la gestion technique des entreprises à la Hogeschool Rotterdam, et son ami Yousif Azzawi a étudié les soins dentaires. À un moment donné, Yousif a eu l'idée d'ouvrir leur propre cabinet, et cela s'avère être un franc succès, car la pratique dentaire fonctionne mieux que prévu.
Haryouli se dit heureux de collaborer avec Yousif en déclarant : « En périodes où je dois beaucoup m'entraîner et me concentrer sur un combat, il prend en charge cela ».

## Divers
En 2020, il apparaît dans la saison 2 et dans la saison 3 de la série télévisée Mocro Maffia, jouant le rôle de Brede Marokkaan.

### Documentaires et reportages
- [vidéo] Vasten met Gasten, interview de Ismail Ilgun avec Nabil Haryouli
- [vidéo] Nabil Haryouli over debuut in Mocro Maffia 3, reportage de Nabil Haryouli sur Youtube avec Brahim Vlogs.